# William Montgomery Churchwell

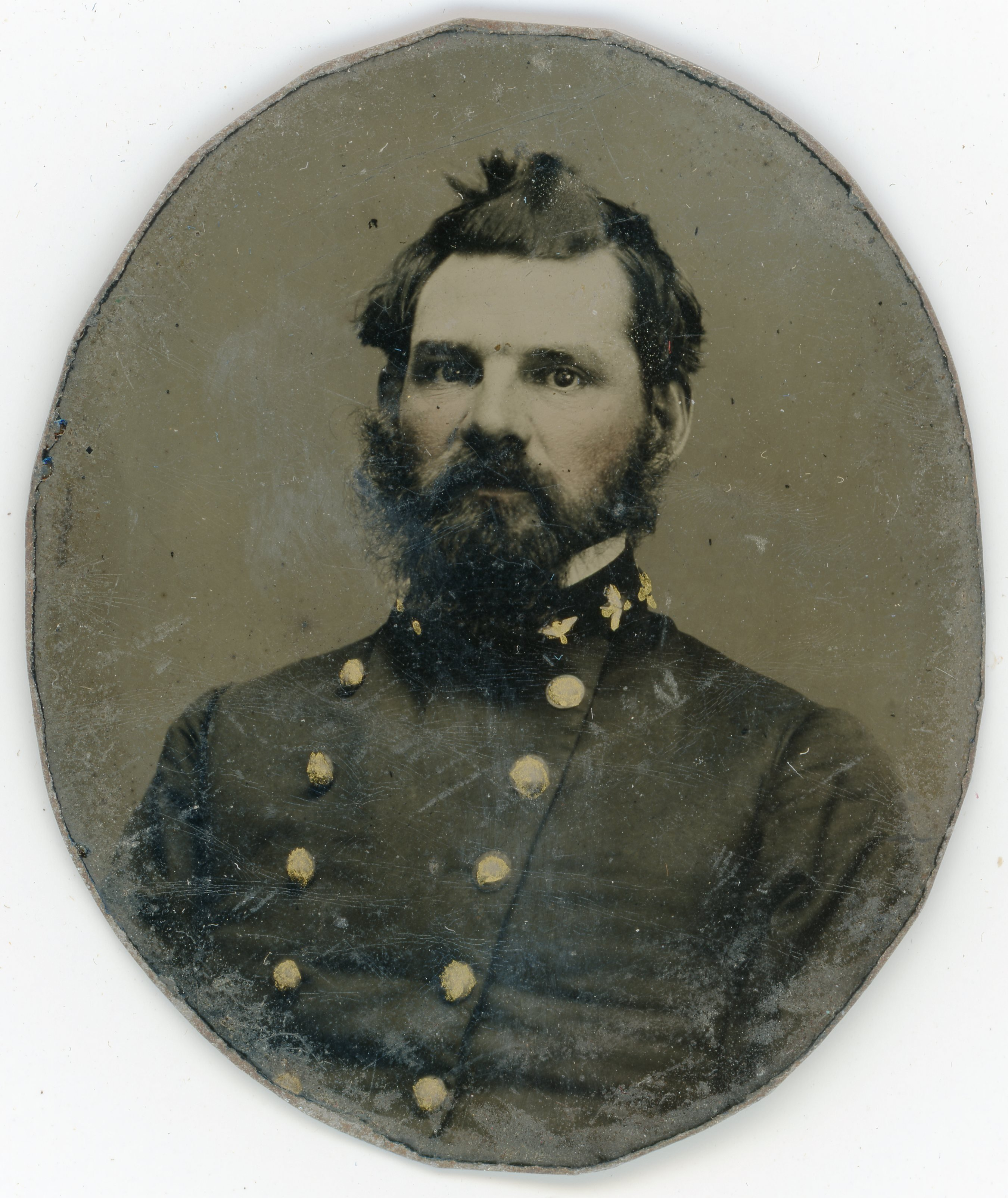
William Montgomery Churchwell

William Montgomery Churchwell (* 20. Februar 1826 bei Knoxville, Tennessee; † 18. August 1862 ebenda) war ein US-amerikanischer Politiker. Zwischen 1853 und 1855 vertrat er den Bundesstaat Tennessee im US-Repräsentantenhaus.

## Werdegang
William Churchwell besuchte private Schulen und danach von 1840 bis 1843 das Emory and Henry College in Emory (Virginia). Nach einem anschließenden Jurastudium und seiner Zulassung als Rechtsanwalt begann er in Knoxville in seinem neuen Beruf zu arbeiten. Später wurde er im dortigen Knox County Richter. Gleichzeitig schlug er als Mitglied der Demokratischen Partei eine politische Laufbahn ein.
Bei den Kongresswahlen des Jahres 1850 wurde er im zweiten Wahlbezirk von Tennessee in das US-Repräsentantenhaus in Washington, D.C. gewählt, wo er am 4. März 1851 die Nachfolge von Albert Galiton Watkins antrat. Nach einer Wiederwahl im Jahr 1852 konnte er bis zum 3. März 1855 zwei Legislaturperioden im Kongress absolvieren. Diese waren von den Diskussionen im Vorfeld des Bürgerkrieges bestimmt. Dabei stand damals die Frage der Sklaverei im Vordergrund. Ab 1853 war Churchwell Vorsitzender des Ausschusses, der sich mit Pensionen für die Veteranen der amerikanischen Revolution befasste.
Im Jahr 1858 wurde William Churchwell mit einer Geheimmission in Mexiko betraut. Zu Beginn des Bürgerkrieges wurde er Oberst im Heer der Konföderation. Er starb am 18. August 1862 in Knoxville.